# Юлдашев, Ренат Владимирович
Ренат Владимирович Юлдашев (род. 29 марта 1989, Уфа, РСФСР) — российский математик, кибернетик: PhD (2013), доктор физико-математических наук (2017), профессор кафедры прикладной кибернетики математико-механического факультета Санкт-Петербургского государственного университета.

## Биография
Ренат Владимирович Юлдашев родился 29 марта 1989 года в Уфе (РСФСР, СССР).
В 2006 году поступил и в 2011 году окончил с отличием математико-механический факультет Санкт-Петербургского государственного университета.
Аспирант Санкт-Петербургского государственного университета и Университета Йювяскюля.
В 2013 году защитил диссертацию на соискание учёной степени кандидата физико-математических наук. Тема работы — «Нелинейный анализ и синтез систем фазовой автоподстройки». Специальности — 01.01.09 («Дискретная математика и математическая кибернетика») и 05.13.18 («Математическое моделирование, численные методы и комплексы программ»).
В 2013 году получил учёную степень PhD СПбГУ по математике, став первым доктором PhD СПбГУ / PhD SpbSU. Тема диссертации — «Нелинейный анализ и синтез систем фазовой автоподстройки» («Nonlinear analysis and synthesis of Phased-Locked Loops»). Работа защищена на английском языке. Тогда же, в 2013 году — стал PhD факультета информационных технологий Университета Йювяскюля (Faculty of Information technology, University of Jyväskylä).
В 2017 защитил диссертацию  на соискание учёной степени доктора физико-математических наук.
Соавтор нескольких патентов.
Брат-близнец — Марат Юлдашев.

## Сфера научных интересов
Генераторы частот в компьютерных архитектурах, математические модели спутниковой навигации и связи, устойчивость преобразователей электрических мощностей.

## Перечни научных трудов
- Труды Архивная копия от 3 сентября 2021 на Wayback Machine в Академия Google
- Труды в Scopus
- Труды Архивная копия от 3 сентября 2021 на Wayback Machine в ResearchGate[7]